# Émile Faucheux
Émile Faucheux (ur. 1839 – zm. po 1864) – kapitan w powstaniu styczniowym.

## Życiorys
Był synem fabrykanta wełny z Algieru, wojskowym francuskim. Od marca 1863 przebywał w Poznaniu, wziął udział w formowaniu oddziałów powstańczych w zaborze pruskim. Jako dowódca jednego z oddziałów w kwietniu wkroczył do Królestwa. Wziął udział w walkach w Mazowieckiem i Kaliskiem. 29 kwietnia został ciężko ranny w bitwie pod Pyzdrami.